# Пузирецька волость
Пузирецька волость — адміністративно-територіальна одиниця Бердичівського повіту Київської губернії з центром у селі Пузирки.
Станом на 1886 рік складалася з 10 поселень, 10 сільських громад. Населення — 4856 осіб (2363 чоловічої статі та 2493 — жіночої), 472 дворових господарства.
|                     | Площа, десятин | У тому числі орної, десятин |
| ------------------- | -------------- | --------------------------- |
| Сільських громад    | 4909           | 3258                        |
| Приватної власності | 9280           | 3271                        |
| Іншої власності     | 267            | 195                         |
| Загалом             | 8994           | 6724                        |

Основні поселення волості:
- Пузирки — колишнє власницьке село за 15 верст від повітового міста, 637 осіб, 67 дворів, православна церква, школа, постоялий будинокрки]] і водяний млин. За 4 версти — винокурний завод.
- Великі Гадомці — колишнє власницьке село, 551 особа, 66 дворів, православна церква та школа.
- Закутинці — колишнє власницьке село, 583 особи, 44 двори, православна церква, школа, постоялий будинок і водяний млин.
- Красівка — колишнє власницьке село, 368 осіб, 52 двори, православна церква, постоялий будинок, кінний млин і кінський завод.
- Садки — колишнє власницьке село, 506 осіб, 61 двір, постоялий будинок і вітряний млин.
- Сингаївка — колишнє власницьке село, 256 осіб, 28 дворів, православна церква, школа та постоялий будинок.
- Чехи — колишнє власницьке село, 366 осіб, 35 дворів, православна церква та постоялий будинок.